# Dasyuroides byrnei
El kowari o rata marsupial de cola de pincel (Dasyuroides byrnei) es una especie de marsupial dasiuromorfo de la familia Dasyuridae endémica de Australia.

## Distribución
Región árida en la confluencia de Queensland, Australia Meridional y Territorio del Norte en Australia.

## Faneróptica y anatomía
Pesa 70-140 g y mide 13-18 cm más 12  cm de cola. El cuerpo está cubierto por pelo gris con débiles tintes rojizos sobre el dorso y ambos laterales, debidos a pelos ralos de color cobrizo que sobresalen de la capa basal de color grisáceo. Las regiones ventrales son más claras, casi blancas. Los machos son de mayor envergadura que las hembra.
La cabeza es parecida a la de un ratón, los ojos son redondos, negros y pequeños, las orejas pequeñas y el hocico puntiagudo. Las extremidades son cortas. Las posteriores son muy delgadas y carecen de primer dedo. El apoyo es plantígrado.
La cola de esta especie, está cubierta uniformemente de pelo rojizo, pero en la mitad distal además, crecen pelos de color negro y mayor longitud que forman crestas longitudinales sobre las líneas medias. Mientras que Dasyuroides byrnei las posee sobre las superficies dorsal y ventral, el mulgara (Dasycercus cristicauda) sólo la tiene en la dorsal.
Las hembras poseen un marsupio con el suficiente grado de desarrollo para albergar las crías en su interior mientras se alimentan de una de las cinco a siete mamas, generalmente seis, que aloja en su interior.

## Dieta
Su dieta está basada mayoritariamente en insectos y otros artrópodos, completándola con pequeños vertebrados. Son animales muy voraces que pueden ingerir hasta el 25% de su propio peso en una comida. Si consumen plantas suculentas, pueden permanecer durante largo tiempo sin beber.
Son capaces de dar caza a pequeños mamíferos atacándoles con gran velocidad y devorarlos metódicamente desde la cabeza a la cola mientras va desollándolos con sorprendente destreza. Para consumir grandes artrópodos suele ayudarse de las extremidades anteriores.

## Reproducción
Las hembras de D. byrnei pueden tener más de cuatro ciclos estrales al año, con intervalos de dos meses si no hay crías lactantes. Los partos pueden tener lugar desde abril a diciembre concentrándose entre mayo y julio.
Las gestación dura algo más de un mes, al término del cual nacen entre tres y ocho crías, normalmente entre cinco y seis, que se alimentarán de leche durante al menos 55-56 días. Permanecerán aún con la madre hasta los 100-120 días y alcanzarán la madurez sexual entre los siete u ocho meses de edad.

## Comportamiento
Pueden anidar en agujeros abandonados por otros animales o construir sus propias madrigueras, cuyo interior tapizan con material vegetal suave. Sus hábitos son básicamente terrícolas, aunque pueden escalar con gran maestría
Se desenvuelven bien tanto en horas del día como de la noche y, aunque las de pleno sol suelen pasarlas refugiados en sus madrigueras excavadas en la arena, no dudan en aventurarse al exterior si les es necesario. Estos animales marcan sus territorios con exudaciones de glándulas situadas en la piel de la región esternal, y próximas a la cloaca.

## Rol ecológico
- Clasificación UICN: Vulnerable.[1]